# Britain & Ireland's Next Top Model (mùa 9)
Britain & Ireland's Next Top Model, Mùa thi 9 là chương trình thứ chín của loạt chương trình truyền hình thực tế đào tạo người mẫu Britain's Next Top Model. Mùa thi này, giống với tám mùa thi trước, chương trình được trình chiếu vào ngày 20 tháng 6 năm 2013 trên kênh LIVINGtv. Vòng casting của mùa này bao gồm các thí sinh ở Ireland cũng như là Anh.
Hai giám khảo từ mùa trước đó đã không giữ được vị trí của họ. Elle Macpherson tiếp tục là host của chương trình cùng với siêu mẫu nam Tyson Beckford. Nhưng nhà thiết kế Whitney Port và nhà thiết kế Julien Macdonald đã được thay thế bởi ca sĩ kiêm người mẫu Dannii Minogue
Một định dạng mới đã được giới thiệu khi đánh giá bắt đầu với mùa này. Các vị giám khảo khách mời không còn là người quyết định trong việc loại trừ. Tại phòng đánh giá, các giám khảo đi thẳng vào cuộc thảo luận mà không đánh giá từng thí sinh một cách riêng biệt. Hơn nữa, sẽ có nhiều thí sinh có nguy cơ bị loại ra mỗi tuần như trái ngược với 2 mùa trước. Chỉ những thí sinh có nguy cơ bị loại bỏ mới nhận được phê bình và phản hồi sâu sắc về phần thể hiện của họ.
Buổi casting mùa 9 bắt đầu vào tháng 11 năm 2012. Chương trình đã chứng kiến một số lượng casting được tổ chức tại hơn 17 thành phố từ Plymouth đến Glasgow. Việc quay phim cho mùa thứ chín của chương trình bắt đầu vào ngày 21 tháng 1 năm 2013.
Điểm đến quốc tế được chọn ghi hình là Bridgetown dành cho top 6.
Người chiến thắng có cơ hội sở hữu:
- Một hợp đồng với công ty quản lý người mẫu Models 1
- Lên ảnh bìa cùng 6 trang biên tập cho tạp chí Company
- Một hợp đồng quảng cáo với Revlon và Tresemmé
- 1 chuyến đi mua sắm miễn phí tại New York được tài trợ bởi Destinology.

Kết quả, Lauren Lambert, cô gái 23 tuổi đến từ Wallington đã chiến thắng chương trình.

## Các thí sinh
Tính tuổi lúc tham gia ghi hình
| Thí sinh         | Tuổi | Chiều cao               | Quê quán           | Bị loại ở | Hạng |
| ---------------- | ---- | ----------------------- | ------------------ | --------- | ---- |
| Christina Chalk  | 19   | 1,73 m (5 ft 8 in)      | Dunblane, Scotland | Tập 2     | 14   |
| Danielle Sandhu  | 20   | 1,75 m (5 ft 9 in)      | Retford            | Tập 3     | 13   |
| Jess Patterson   | 19   | 1,75 m (5 ft 9 in)      | Knocklyon, Ireland | Tập 4     | 12   |
| Abigail Johns    | 18   | 1,78 m (5 ft 10 in)     | Luân Đôn           | Tập 5     | 11   |
| Laura Young      | 19   | 1,77 m (5 ft 9+1⁄2 in)  | Malvern            | Tập 6     | 10   |
| Emily Garner     | 18   | 1,73 m (5 ft 8 in)      | Chelmsford         | Tập 7     | 9    |
| Saffron Williams | 19   | 1,75 m (5 ft 9 in)      | Batley             | Tập 8     | 8    |
| Holly Carpenter  | 21   | 1,75 m (5 ft 9 in)      | Raheny, Ireland    | Tập 9     | 7    |
| Angel Mbonu      | 18   | 1,77 m (5 ft 9+1⁄2 in)  | Middlesex          | Tập 10    | 6    |
| Naomi Pelkiewicz | 22   | 1,80 m (5 ft 11 in)     | Bristol            | Tập 11    | 5    |
| Sophie Ellson    | 19   | 1,82 m (5 ft 11+1⁄2 in) | Bournemouth        | Tập 12    | 4    |
| Emma Ward        | 20   | 1,78 m (5 ft 10 in)     | Leeds              | Tập 13    | 3-2  |
| Sarah Kennedy    | 22   | 1,74 m (5 ft 8+1⁄2 in)  | Portnoo, Ireland   | Tập 13    | 3-2  |
| Lauren Lambert   | 23   | 1,88 m (6 ft 2 in)      | Wallington         | Tập 13    | 1    |

## Thứ tự gọi tên
| 1  | Angel     | Emma      | Lauren   | Naomi   | Sarah   | Lauren  | Lauren  | Angel   | Lauren | Sarah  | Emma   | Emma   | Lauren     |  |  |  |
| 2  | Emma      | Naomi     | Sophie   | Laura   | Sophie  | Sophie  | Sophie  | Emma    | Sophie | Naomi  | Sarah  | Sarah  | Emma Sarah |  |  |  |
| 3  | Laura     | Lauren    | Sarah    | Emma    | Naomi   | Sarah   | Sarah   | Sophie  | Emma   | Lauren | Lauren | Lauren | Emma Sarah |  |  |  |
| 4  | Jess      | Sophie    | Holly    | Lauren  | Holly   | Holly   | Emma    | Naomi   | Angel  | Sophie | Sophie | Sophie |            |  |  |  |
| 5  | Lauren    | Angel     | Angel    | Angel   | Lauren  | Angel   | Saffron | Lauren  | Naomi  | Emma   | Naomi  |        |            |  |  |  |
| 6  | Saffron   | Holly     | Emily    | Sarah   | Emily   | Emma    | Holly   | Sarah   | Sarah  | Angel  |        |        |            |  |  |  |
| 7  | Christina | Emily     | Emma     | Emily   | Saffron | Naomi   | Angel   | Holly   | Holly  |        |        |        |            |  |  |  |
| 8  | Emily     | Jess      | Naomi    | Saffron | Angel   | Saffron | Naomi   | Saffron |        |        |        |        |            |  |  |  |
| 9  | Holly     | Abigail   | Jess     | Sophie  | Emma    | Emily   | Emily   |         |        |        |        |        |            |  |  |  |
| 10 | Sarah     | Laura     | Laura    | Holly   | Laura   | Laura   |         |         |        |        |        |        |            |  |  |  |
| 11 | Sophie    | Sarah     | Saffron  | Abigail | Abigail |         |         |         |        |        |        |        |            |  |  |  |
| 12 | Abigail   | Saffron   | Abigail  | Jess    |         |         |         |         |        |        |        |        |            |  |  |  |
| 13 | Danielle  | Danielle  | Danielle |         |         |         |         |         |        |        |        |        |            |  |  |  |
| 14 | Naomi     | Christina |          |         |         |         |         |         |        |        |        |        |            |  |  |  |

     Thí sinh bị loại
     Thí sinh chiến thắng cuộc thi
- Trong tập 1, các nhóm chụp hình đầu tiên đã gặp nhau riêng với ban giám khảo và những thí sinh bán kết đã thất bại trong việc gây ấn tượng thì sẽ bị loại.
- Trong các tập từ 2 đến 7, 4 thí sinh cuối bảng có nguy cơ bị loại. Trong các tập 8 và 9, giảm xuống còn 3 thí sinh và từ tập 10 trở đi, chỉ có hai thí sinh cuối bảng có nguy cơ bị loại.

### Buổi chụp hình
- Tập 1: Vẻ đẹp tự nhiên theo nhóm (Casting)
- Tập 2: Ảnh bìa tạp chí Company
- Tập 3: Tạo dáng trên bục gỗ với Louis Smith
- Tập 4: Khỏa thân phần trên trong quần jean với người mẫu nam ở bãi biển
- Tập 5: Tạo dáng dưới nước
- Tập 6: Ảnh trắng đen khỏa thân
- Tập 7: Hóa thân thành nhân vật trong chuyện cổ tích
- Tập 8: Tạo dáng với rắn trong thư viện cổ
- Tập 9: Ảnh chân dung vẻ đẹp cho Revlon
- Tập 10: Tạo dáng với tóc trên du thuyền cho TRESemmé
- Tập 11: Tạo dáng với trang sức Jerboa trong hang đá vôi
- Tập 12: Haute Couture ở cánh đồng mía
- Tập 13: Áo tắm ở hồ bơi cho kem nhuộm da St. Tropez

### Diện mạo mới
- Abigail: Không có (Từ chối diện mạo mới)
- Angel: Nối tóc giả mới và thêm mái ngố
- Danielle: Được điều trị thiệt hại tóc
- Emily: Cắt ngắn hơn và nhuộm màu tối hơn
- Emma: Tóc và lông mày tẩy trắng
- Holly: Thêm mái ngố
- Jess: Nhuộm 2 màu
- Laura: Nhuộm màu tối hơn
- Lauren: Xoăn xù và thêm highlight; sau rồi nối tóc
- Naomi: Nhuộm màu sáng hơn
- Saffron: Không có (Từ chối diện mạo mới)
- Sarah: Nối tóc dày và thêm highlight đỏ
- Sophie: Cắt ngắn tới vai, nhuộm màu tối hơn và thêm highlight